# Baraque Michel

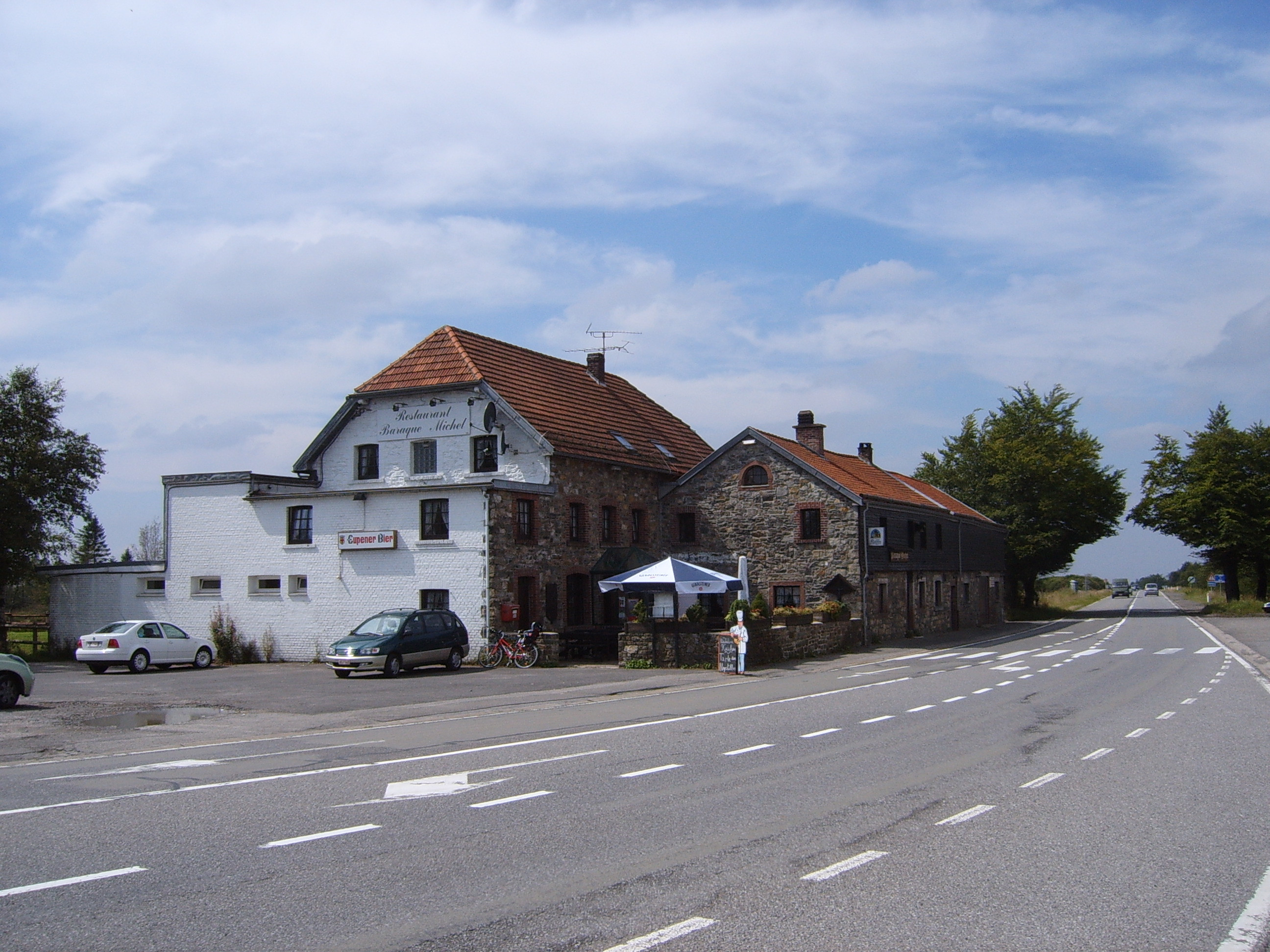
Baraque Michel no verão

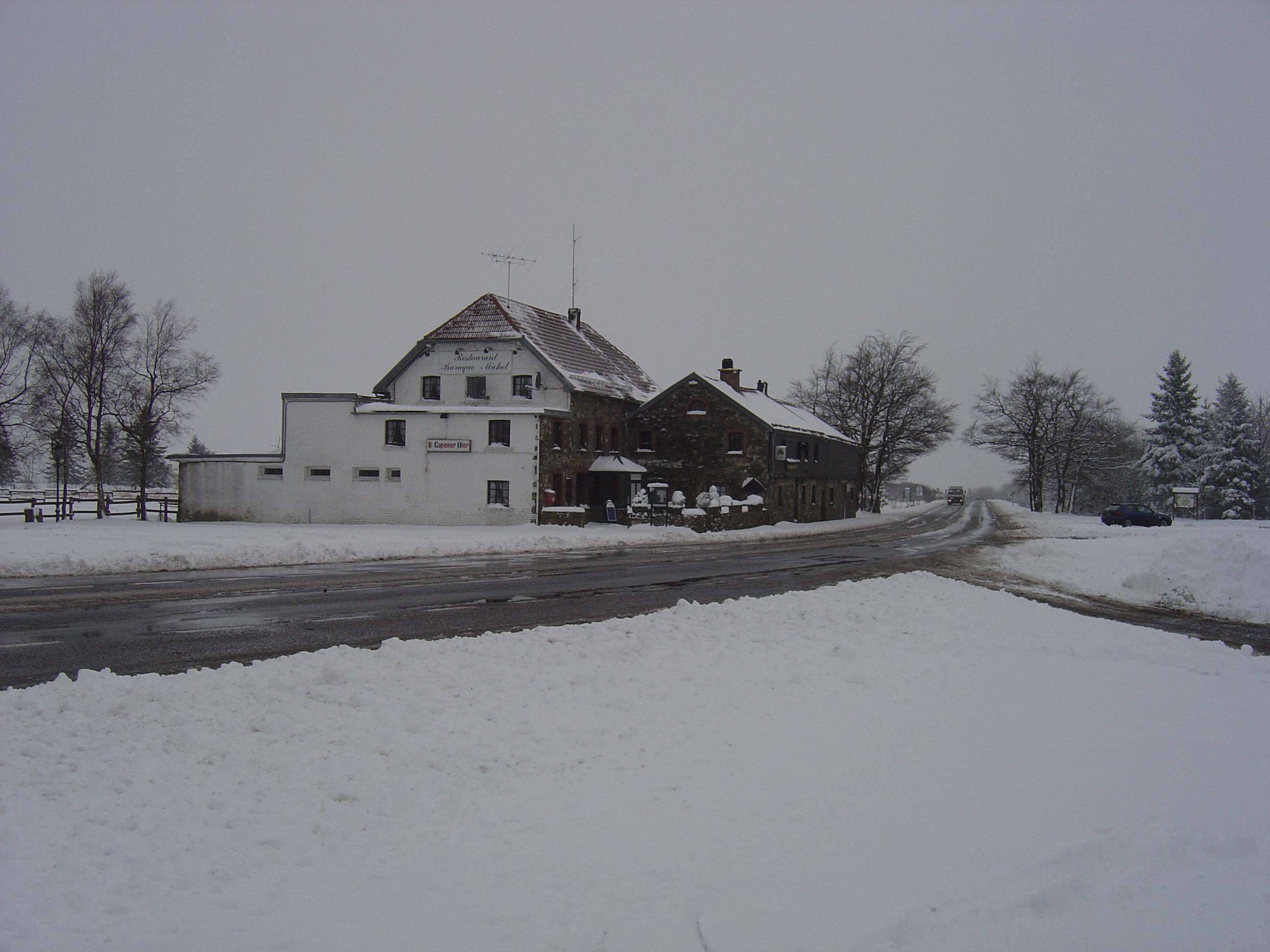
Baraque Michel no inverno

Baraque Michel (em alemão:  Michelshütte) é uma localidade no município de Jalhay, nos Altos Fagnes, Valónia. Antes da anexação dos cantões orientais pela Bélgica em 1919, era o ponto mais alto da Bélgica. Hoje é o seu terceiro ponto mais alto, com 674 m, a seguir aos cumes muito próximos Signal de Botrange (694 m) e Weißer Stein (691 m).
Vários rios belgas, parte da bacia do Vesdre, nascem nas suas proximidades, sendo os principais o rio Gileppe, o rio Hoëgne e o rio Helle.